# William H. Wright (Produzent)
William H. Wright (auch William Wright oder Will Wright; * 25. April 1902 in Lawrenceburg, Indiana; † 23. Juli 1980 in Santa Monica, Kalifornien) war ein US-amerikanischer Film- und Fernsehproduzent sowie Drehbuchautor.

## Leben
William H. Wright begann seine berufliche Laufbahn als Zeitungsreporter. Ab 1925 arbeitete er für die Filmfirma Paramount Pictures, wo er zunächst für Öffentlichkeitsarbeit in deren Vertretung in Columbus, Ohio, zuständig war, im Jahr darauf dann im Paramount-Studio in Long Island und 1927 bis 1932 in der Publicity-Abteilung des Studios in Hollywood tätig war. Danach erlernte er das Produzentenhandwerk als Assistent von David O. Selznick und B. P. Schulberg. 1935 verließ er Paramount und folgte Selznick als Produktionsassistent zu Metro-Goldwyn-Mayer. Im weiteren Verlauf des Jahres erhielt er einen Posten als Assistent von Harry Cohn, dem Chef der Columbia Pictures, deren Drehbuch-Abteilung in New York er neu organisierte.
Mitte des Jahres 1936 kehrte er zu dem nun unabhängig arbeitenden Selznick zurück und arbeitete als sein Produktionsassistent an den Filmklassikern Der Gefangene von Zenda (The Prisoner of Zenda, 1937), Toms Abenteuer (The Adventures of Tom Sawyer, 1938) und The Young in Heart (1938) mit. 1938 ging er zurück zu Paramount, wo 1939 seine erste eigenverantwortliche Produktion entstand: Night Work (1939), eine Komödie mit Mary Boland und Charles Ruggles.
1939 verließ er Paramount wieder, um eine Karriere als freier Autor anzustreben. Er verfasste eine Reihe von Kurzgeschichten für die Wochenzeitschrift The Saturday Evening Post und adaptierte zusammen mit Anthony Veiller den Roman Adventure von Clyde Brion Davis für ein Drehbuch. MGM kaufte den Entwurf und verfilmte ihn 1945 unter der Regie von Victor Fleming als Mann ohne Herz (Adventure) mit Clark Gable und Greer Garson in den Hauptrollen. Wright erhielt 1941 bei MGM eine Festanstellung als Drehbuchautor und schrieb gemeinsam mit Veiller noch Her Cardboard Lover (1942) und Assignment in Brittany (1943).
Kurz darauf wurde er zum Produzenten befördert und leitete innerhalb von gut zehn Jahren die Herstellung von 15 MGM-Spielfilmen. Seine erste Produktion war Blonde Fever (1944), ein Drama mit Philip Dorn, Mary Astor, Felix Bressart und Gloria Grahame in den Hauptrollen. Zu den bekanntesten Filmen, die unter Wrights Produktionsleitung in den Folgejahren entstanden, zählen der frühe Fred-Zinnemann-Film Akt der Gewalt (Act of Violence, 1948), das Gerichtsdrama Der Mordprozeß O’Hara  (The People Against O'Hara, 1951) mit Spencer Tracy, die leichtgewichtige Liebeskomödie Die süße Falle (Love Is Better Than Ever, 1952) mit Elizabeth Taylor sowie das Drama Die Tränen des Clowns (The Clown, 1953) mit Red Skelton in der Titelrolle.
Nach dem klassischen, von Anthony Mann inszenierten Western Nackte Gewalt (The Naked Spur, 1953) mit James Stewart in der Hauptrolle verließ Wright MGM. Ende 1954 erhielt er bei Columbia einen Produzentenposten unter Jerry Wald, aber als das Studio keines seiner Projekte umsetzte, kehrte er im Anfang 1956 den Rücken. Im gleichen Jahr war er Produktionsleiter des etwa halbstündigen Dokumentar-Kurzfilms Williamsburg – The Story of a Patriot, der zwar auch im Kino lief, hauptsächlich jedoch für Vorführungen in Colonial Williamsburg, dem historischen Stadtteil von Williamsburg (Virginia), gedacht war, wo er bis heute jährlich von tausenden von Besuchern dieser landesweit bekannten Touristenattraktion gesehen wird.
Danach wandte sich Wright für beinahe eine Dekade ganz dem Fernsehen zu. Die erfolgreichste Fernsehserie, die er während dieser Zeit produzierte, war The Adventures of Jim Bowie mit Scott Forbes in der Titelrolle, die von 1956 bis 1958 lief und sich um die Abenteuer des berühmten Alamo-Helden Jim Bowie rankte. Die Serie war der gelungene Versuch, sich an den unglaublichen Erfolg der Walt-Disney-Serie Davy Crockett (1954 bis 1956) anzuhängen. Von 1960 bis 1961 produzierte Wright The Barbara Stanwyck Show. Auch die Serie Kentucky Jones (1964 bis 1965) entwickelte er maßgeblich mit.
Eine enge künstlerische Beziehung verband William H. Wright mit dem Autor Albert Beich (1919–1996). Nach der ersten Zusammenarbeit bei dem Spielfilm The Bride Goes Wild (1948) schrieb Beich auch die Bücher für mehrere Folgen von The Adventures of Jim Bowie. Gemeinsam verfassten sie die Drehbücher für einige Folgen der Serien Heute Abend Dick Powell (The Dick Powell Show, 1961) und Amos Burke (Burke's Law, 1963) sowie das Theaterstück The Man in the Dog Suit. A Comedy in Three Acts (1958), das auf einem Roman von Edwin Corle basierte. Die Komödie kam 1958 mit dem Schauspieler-Ehepaar Hume Cronyn und Jessica Tandy am Broadway heraus.
Der schwarze Kreis (Dead Ringer) mit Bette Davis und Karl Malden sowie Die blaue Eskadron (A Distant Trumpet) mit Troy Donahue und Suzanne Pleshette, an deren Drehbüchern Beich ebenfalls beteiligt war, sollten 1964 die letzten beiden Kinoproduktionen werden, die er als Filmproduzent realisieren konnte.
Ende der 1960er Jahre zog sich William H. Wright aus der Film- und Fernsehproduktion zurück. Er starb am 23. Juli 1980 im kalifornischen Santa Monica.
Eine umfangreiche Sammlung seiner Manuskripte und sonstiger Dokumente aus den Jahren 1927 bis 1976 vermachten er beziehungsweise seine Frau 1977 und 1981 der Margaret Herrick Library.

## Werke

### Als Produzent
Kinofilme
- 1939: Night Work
- 1944: Blonde Fever
- 1946: A Letter for Evie
- 1946: Three Wise Fools
- 1948: The Bride Goes Wild
- 1948: Akt der Gewalt (Act of Violence)
- 1950: Blutrache in New York (Black Hand)
- 1950: Stars in My Crown
- 1950: The Skipper Surprised His Wife
- 1950: Mrs. O’Malley and Mr. Malone
- 1951: Der Mordprozeß O’Hara (The People Against O’Hara)
- 1952: Die süße Falle (Love Is Better Than Ever)
- 1952: Young Man with Ideas
- 1952: Shadow in the Sky
- 1953: Die Tränen des Clowns (The Clown)
- 1953: Nackte Gewalt (The Naked Spur)
- 1964: Der schwarze Kreis (Dead Ringer)
- 1964: Die blaue Eskadron (A Distant Trumpet)

Fernsehserien
- 1956–1958: The Adventures of Jim Bowie (74 Folgen)
- 1960–1961: The Barbara Stanwyck Show (36 Folgen)
- 1964–1965: Kentucky Jones

### Als Autor
Drehbücher (fast immer zusammen mit anderen Autoren)
- 1942: Her Cardboard Lover
- 1943: Assignment in Brittany
- 1945: Mann ohne Herz (Adventure)
- 1956: The Adventures of Jim Bowie – 1 Folge
- 1961–1962: Heute Abend Dick Powell (The Dick Powell Show) – 2 Folgen
- 1963–1965: Amos Burke (Burke’s Law) – 5 Folgen
- 1964: Kentucky Jones – 2 Folgen
- 1965: Die vier Söhne der Katie Elder (The Sons of Katie Elder)
- 1968: Bonanza (Bonanza) – 2 Folgen

Bühnenstück
- zusammen mit Albert Beich: The Man in the Dog Suit. A Comedy in Three Acts, 1958 (im Druck: New York 1959)